# バイルングリース
バイルングリース (Beilngries)は、バイエルン州オーバーバイエルンのアイヒシュテット郡に属す郡所属市で、アルトミュールタール自然公園内、アルトミュール川沿いに位置する。

## 地理

### 集落
バイルングリース、アムトマンスドルフ、アーンブーヒ、アシブーヒ、ビーババヒ、エグロフスドルフ、ゲセルタールミューレ、グランパスドルフ、ヒルシベルク、イルファースドルフ、カールドルフ、ケフェンヒュール、キルヒブーヒ、コッティングウェールト、ライシング、リッタツホーフェン、ノイゼル、 オーバーンドルフ, パウルスホーフェン, ウィースンホーフェン, ウォルフスブーヒ

## 引用
1. ↑  https://www.statistikdaten.bayern.de/genesis/online?operation=result&code=12411-003r&leerzeilen=false&language=de Genesis-Online-Datenbank des Bayerischen Landesamtes für Statistik Tabelle 12411-003r Fortschreibung des Bevölkerungsstandes: Gemeinden, Stichtag (Einwohnerzahlen auf Grundlage des Zensus 2011)